# Stizocera phtisica
Stizocera phtisica là một loài bọ cánh cứng trong họ Cerambycidae.